# Персистентная длина
Персистентная длина — это количественная характеристика гибкости полимера.

## Определение
Понятие персистентной длины возникает при рассмотрении модели с поворотно-изомерным механизмом гибкости, а именно при учёте корреляции направлений отдельных участков цепи, разделённых некоторым расстоянием. В данной модели рассматривается цепь, представляющая собой последовательность N шарнирно соединенных жестких сегментов длины l каждый (если не учитывать взаимодействие между непосредственно не связанными звеньями, то мы будем иметь дело с идеальной цепью).
Для описания данной цепи вводится вектор R, соединяющий концы нашей цепи. Наиболее удобной величиной является среднеквадратичное (усредненное по всем конформациям) расстояние между концами — это простейшая характеристика среднего размера макромолекулы. Вектор R представляет собой сумму векторов, соединяющих между собой точки-бусинки. Вопрос о разбиении полимерной цепи на подобные участки, когда систему можно было бы считать идеальной, и приводит к понятию персистентной длины и связанному с ним критерию идеальности.

## Предельные случаи
Для изотропной в поперечной плоскости цепи (то есть для непрерывно гибкой цепи) верно:
{\displaystyle \langle \cos {\theta }\rangle =e^{-(s/l_{p})}} (1)
где:
θ — среднее значение угла между участками цепи, разделенными длиной s, а l — персистентная длина
Возможны два предельных случая при обсуждении данной формулы:
1. {\displaystyle s<<l_{p}}

Следовательно, {\displaystyle \langle \cos {\theta }\rangle =1}, что в свою очередь означает, что на длинах меньше персистентной гибкость цепи не проявляется и такой участок ведет себя как гибкий стержень.
1. {\displaystyle s>>l_{p}}

Следовательно, {\displaystyle \langle \cos {\theta }\rangle =0}, что в свою очередь означает, что на длинах больше персистентной участки ведут себя как полностью независимые.
Таким образом, персистентную длину можно рассматривать как характеристику тех масштабов, больше которых теряется память о направлении цепи, или же её можно грубо рассматривать как максимальный участок цепи, остающийся прямым. Таким образом, любую длинную макромолекулу можно представить как свободно-сочлененную цепь из жестких сегментов длины порядка {\displaystyle l_{p}}. Когда учтены механизмы жёсткости, какими бы они ни были (так, для цепи с фиксированными валентными углами и свободным внутренним вращением, персистентная длина определяется величиной валентных углов внутреннего вращения — чем меньше валентный угол, тем больше персистентная длина ввиду почти одинакового направления соседних звеньев), для нашей персистентной цепочки справедливо:
{\displaystyle R^{2}} ~ {\displaystyle Ll_{p}}
где L — контурная длина полимерной цепи

## Сегмент Куна
Однако, вышеприведённое соотношение — приближенное, и множитель пропорциональности в нём зависит от конкретных систем. Ввиду этого было введено понятие сегмента Куна (статистического сегмента). Данную характеристику легче измерить в эксперименте.
Пояснить различие между статистическим сегментом и персистентной длиной можно на примере персистентной цепи с изотропной гибкостью: пусть конформация цепи длины L задается вектором r(s), где s — расстояние вдоль контура от начала цепи. Вводя единичный вектор, характеризующий направление конформации в каждой точке r(s), можем записать R — вектор связывающий начало и конец цепи, как:
{\displaystyle R=\int \limits _{0}^{L}u(s)\,ds},
Вычисляя теперь {\displaystyle <R^{2}>} с использованием формулы (1):
{\displaystyle <R^{2}>=2l^{2}[(L/l)-1+exp(-L/l)]}
При обсуждении данной формулы возможны два предельных случая:
1. Короткая цепь: {\displaystyle L<<l}

Имеем: {\displaystyle <R^{2}>=L^{2}} Это равенство говорит, что контурная длина цепи равна длине вектора, соединяющего концы цепи, а значит цепь изгибается мало.
1. Длинная цепь: {\displaystyle L>>l}

Имеем: {\displaystyle <R^{2}>=2Ll_{p}} Сравнивая же это равенство с соотношением (2), видим, что сегмент Куна для персистентной модели вдвое превышает персистентную длину.
Таким образом для персистентной цепи с изотропной гибкостью: {\displaystyle l_{c}=2l_{p}}
Существуют однако и другие механизмы гибкости. Так, для модели со цепи со свободным внутренним вращением и фиксированным валентным углом, а также для такой же модели, но с уже заданным потенциалом внутреннего вращения можно показать, что отношение {\displaystyle l_{c}}{\displaystyle /}{\displaystyle l_{p}}≈2

## Дополнительные замечания
- Для характеристики степени гибкости макромолекулы можно наряду с персистентной длиной использовать величину эффективного (куновского) сегмента.
- Персистентная длина и сегмент Куна, будучи величинами одного порядка, в равной степени могут быть использованы как характеристики степени гибкости полимерной цепи. Так, например, длину куновского сегмента легче измерить экспериментально, с другой стороны персистентная длина имеет непосредственный микроскопический смысл.
- Представление любого полимера посредством свободносочленённой цепи из куновских сегментов приводит к гауссовой статистике расстояния между концами.